# Eurytoma silvae
Eurytoma silvae är en stekelart som beskrevs av Girault 1915. Eurytoma silvae ingår i släktet Eurytoma och familjen kragglanssteklar. Inga underarter finns listade i Catalogue of Life.